# Leopard, Seebär & Co.
Leopard, Seebär & Co. ist eine Fernsehserie des Norddeutschen Rundfunks (NDR). In der Zoo-Doku-Soap werden Geschichten aus dem Tierpark Hagenbeck in Hamburg erzählt. Die Serie bietet einen Blick hinter die Kulissen, begleitet die Tierärzte und -pfleger bei ihrer täglichen Arbeit und zeigt die Tiere aus nächster Nähe. Die Serie steht in einer Reihe von Zoo-Dokumentationen, welche die ARD-Fernsehanstalten seit 2003 mit großem Erfolg produzieren. Die erste und noch fortlaufende Dokumentationsserie ist Elefant, Tiger & Co. aus dem Zoo Leipzig. Von 2007 bis 2018 entstanden in fünf Staffeln insgesamt 200 Folgen von Leopard, Seebär & Co.

## Produktion und Ausstrahlung
Die erste Staffel der Serie wurde von den Firmen Studio Hamburg Produktion GmbH und NDR Naturfilm produziert. Das Studio Hamburg übernahm auch die Produktion der beiden folgenden Staffeln, wobei die dritte Staffel als Koproduktion mit der Firma Doclights GmbH entstand. Letztere Firma produzierte auch die Staffeln vier und fünf. Für die Produktion verantwortlich waren die Producer Britta Kiesewetter von NDR Naturfilm (Staffel 1), Sigrun Matthiesen (Staffel 1), Nadja Frenz (Staffeln 1–3), Meike Materne (Staffel 4) und Anna Maria Schmidt (Staffel 5). Die Redaktion lag bei Holger Hermesmeyer (Staffeln 1–3), Alexandra Storfner (Staffel 2), Susann Bremer (Staffel 4) und Anke Schmidt-Bratzel (Staffel 5); alle vom NDR. Die Redaktionsleitung der ersten Staffel übernahmen Jörn Röver von NDR Naturfilm und Angelika Paetow vom NDR. Letztere war auch in den Staffeln zwei bis vier in dieser Position tätig. Zu den mitgewirkt habenden Autoren zählen Jeannine Apsel, Frauke Ludwig und Claudia Wallbrecht. Insgesamt waren 21 Autoren an der Serie beteiligt. Die Musik stammt von Felix Halbe (Staffeln 1–4), Lars Jebsen (Staffeln 1–4), Axel Riemann (Staffeln 2–4), André Matov (Staffel 4), Mario Schneider (Staffel 5) und Peter W. Schmitt (Staffel 5). Als Sprecher sind Josef Tratnik (Staffel 1), Peter Kaempfe (Staffeln 2–3), Norbert Langer (Staffel 4) und Mark Bremer (Staffel 5) zu hören.
Die erste Staffel wurde erstmals vom 25. Juli bis zum 25. September 2007 ausgestrahlt. Vom 29. Oktober bis zum 30. Dezember 2009 erfolgte die Veröffentlichung der zweiten Staffel. Die dritte Staffel erschien erstmals vom 29. Februar bis zum 2. Mai 2012. Die Erstausstrahlung der vierten Staffel erfolgte vom 4. April bis zum 3. Juni 2013. Die fünfte Staffel wurde von April bis September 2016 gedreht und ging zum zehnjährigen Jubiläum mit neuem Vorspann und neuem Logo, das die Leopardin Mor des Tierpark Hagenbeck zeigt, vom 4. November 2017 bis zum 16. Juni 2018 auf Sendung. Alle Staffeln wurden im Ersten erstausgestrahlt und enthalten jeweils 40 Folgen mit einer Länge von jeweils etwa 50 Minuten.

## Sondersendungen
Der NDR veröffentlichte einige Fernsehspecials zur Serie, die die Tierbaby-Geschichten der Serie aufgreifen. So etwa Prinzessin Rani – Elefantengeburt bei Hagenbeck, Wild & winzig! – Tierbabys bei Hagenbeck (Erstausstrahlung: 26. Dezember 2016) und Leopard, Seebär & Co. Babys – Spezial XXL, das auch als Zoo-Babys aus Leopard, Seebär & Co. bekannt ist (Erstausstrahlung: 3. Oktober 2017). Des Weiteren gab es am 26. Dezember 2018 eine 90-minütige Sondersendung mit dem Titel Leopard, Seebär & Co. Spezial – Damals & Heute XXL – Ein Leben für die Tiere, in der neben den Tiergeschichten auch das Leben der Pfleger näher beleuchtet wurde und wo anhand historischen Bildmaterials die jahrzehntelange Geschichte des Tierparks nachgezeichnet wurde. Die Sondersendung Leopard, Seebär & Co. Spezial XXL: von Hagenbeck bis Helgoland – unterwegs mit Freunden folgte am 25. Dezember 2019.

## Veröffentlichungen DVD
- Staffel 01: 26. September 2007
- Staffel 02: 26. Mai 2011
- Staffel 03: 29. Februar 2012